# Петров Павло Іванович
Павло́ Іва́нович Петро́в (рос. Павел Иванович Петров; нар. 18(29) червня 1790 — пом. 13(25) вересня 1871) — генерал-майор Російської армії (від 6(18) грудня 1834 року). Учасник Наполеонівських війн і підкорення Кавказу. Військовий губернатор Кам'янця-Подільського та подільський цивільний губернатор від 27 січня (8 лютого) 1839 року до 13(25) листопада 1840 року. Двоюрідний дядя (по лінії матері) російського поета Михайла Лермонтова. За однією з версій, саме до Петрова звертається поет «Скажи-бо, дядю» на початку вірша «Бородіно» .

## Біографія

### Домашня освіта та початок служби
Павло Іванович Петров походив із родини костромських дворян, внесених 1809 року, за клопотанням його матері, до третьої частини дворянської родовідної книги Костромської губернії. Народився він 18(29) червня 1790 року.
Удома з допомогою учителів-чужоземців опанував французьку, німецьку, італійську та латинську мови, а також загальноосвітні предмети. 1806 року батько відвіз сина до Санкт-Петербурга і через знайомства в столиці влаштував його на службу до Департаменту сухопутних сил Військового міністерства. Того ж року 16-річного Павла зарахували естандарт-юнкером лейб-гвардії Кавалергардського полку.

### Участь у Наполеонівських війнах
23 жовтня 1807 року Петров здобув перший офіцерський чин корнета і 17-річним потрапив в Олександрійський гусарський полк. Полк незабаром відправили на фронт, і Павло узяв участь у першому своєму бою з французами під Гейльсбергом у Східній Пруссії.
По закінченні цієї війни Олександрійський гусарський полк перекинули на Південний фронт, де Росія, виконуючи умови Тільзитського миру, демонстративно взяла участь у війні з Австрією на боці Франції. Після короткого перебування в межах Австрійської імперії полк перекинули південніше — в Молдавію, де Росія тоді воювала з Туреччиною. З Молдавії полк перейшов у Валахію (нинішня Румунія). З 1810 року Петров брав участь у багатьох боях із турками — аж до 1 березня 1811 року, коли полк відвели на відпочинок після майже річної бойової служби. Під час відпочинку полк квартирував у Валахії, а потім, через побоювання нової війни з Францією, його перемістили в Молдавію, ближче до західних кордонів Росії.
Війна 1812 року з французами почалася для молодого Петрова, вже підвищеного тоді до поручика, битвою 15 липня 1812 року під містом Кобрином, поблизу Бреста. Далі він 29 липня взяв участь у бою під Пружанами, а 31 липня — під Городечним. За виявлену хоробрість в останньому бою його нагородили орденом святої Анни четвертого ступеня.
Надалі в складі Південної армії генерала Тормасова Петров зі своїм полком брав участь у вигнанні французів із Польщі, був учасником 11 боїв. За бій 1 лютого 1813 року під містом Калішем, як сказано в наказі — «за заслуги», йому надали чин штаб-ротмістра. Надалі, в кампанії 1813 року, він брав участь у бою під Вейсенфельде (квітень), потім 15 вересня в битві під Люценом, а далі взяв участь у відчайдушній атаці російської кавалерії на французьких кірасирів під Фрейбургом, ще в чотирьох боях (зокрема, під Дрезденом). За виявлену хоробрість і мужність у завзятому бої з французами 6 серпня 1813 року, відомому в історії як «бій біля Кацбаха», Петрова підвищили до ротмістра.
Після бою під Люценом командувач російської армії генерал Барклай-де-Толлі виділив частину кавалерії для партизанських загонів, що діяли на шляхах постачання та відходу французьких військ. Ескадрон Олександрійського гусарського полку, яким тоді командував Петров, влився в партизанський загін, керований полковником князем Мадатовим. За бій під Каменцем (містом у Саксонії) Петрова нагородили орденом святої Анни другого ступеня.
15 вересня 1813 року у відчайдушній сутичці з французькими кірасирами Павла Івановича поранили шаблею в праву руку, але він залишився при загоні. Надалі, після розформування загону князя Мадатова, Павло Іванович зі своїм ескадроном повернувся до рідного Олександрійського полку і в ньому завершив кампанію 1814–1815 років.

### Участь у підкоренні Кавказу
Після повернення до Росії Петров отримав під свою команду Моздоцький козачий полк і з 18 вересня 1818 року воював на Кавказі. Протягом семи років він брав участь у боротьбі з горцями. Особливо відзначився в боях в ущелині Хан-Каш, при урочищі Лавша, у Великій Чечні. У ці роки він узяв участь у 12 великих боях і в незліченних дрібних сутичках у Великій і Малій Чечні.
1819 року Петрова підвищили до майора, наступного року — до підполковника. Тоді ж він познайомився на водах, на Кавказі, із сімейством Хастатових. Близько 1820 року Павло Іванович одружився з Анною Якимівною Хастатовою. Її мама — Катерина Олексіївна Хастатова — була рідною сестрою бабусі Лермонтова Єлизавети Олексіївни Арсеньєвої (уродженої Столипіної). Таким шляхом Петров познайомився з бабусею Лермонтова та її рідним братом — Афанасієм Олексійовичем Столипіним.
1826 року Петров став полковником, його призначили наказним отаманом Астраханського козачого війська. 1833 року, в ознаменування 25-річної служби, він отримав найвищу військову нагороду — орден святого Георгія четвертого ступеня. 6 грудня 1834 року Петрова, вже в чині генерал-майора, призначили начальником штабу військ на Кавказькій лінії та в Чорномор'ї.

### Подільський губернатор
На початку 1839 року Павла Петрова відрахували з армії і перевели на службу в Міністерство внутрішніх справ. 25 січня 1839 року його призначили військовим губернатором Кам'янця-Подільського і одночасно подільським цивільним губернатором.
Під час губернаторства Петрова почалися кардинальні зміни в політиці російського самодержавства щодо Правобережної України: 25 червня 1840 року Микола I підписав закон «Про повне поширення російського цивільного права на західні землі, які відійшли від Польщі». 4 вересня Петров отримав друкований текст указу імператора. Припинено дію Литовського статуту і Сеймових конституцій, усі сфери життя стали керуватися загальноросійським законодавством .
Праця Павла Івановича на адміністративній ниві була недовгою. Провівши все життя на військовій службі, у безперервних походах і боях, він не міг звикнути до нових умов. Петров періодично намагався довести генерал-губернаторові, що «Кам'янець не те місто, де повинен розташовуватися губернський центр». Головною причиною цього був клімат, який зовсім не сподобався начальникові губернії .
Не пропрацювавши й двох років, Павло Іванович подав прохання про звільнення у відставку у зв'язку з розладнаним у багатьох походах здоров'ям. 16 листопада 1840 року Петрова звільнили і того ж дня на його місце призначили генерал-майора Карла Фліге.

### Останні роки життя
1841 року Петров повернувся в родинний маєток Чернишево в Костромській губернії. Він мешкав то там, то в Галичі, то в Костромі.
Помер Павло Петров 13(25) листопада 1871 року в Костромі. Поховано його на цвинтарі Іпатіївського монастиря.